# مرض الطعم ضد الثوي
يشكل مرض الطعم ضد الثَوي، الذي يسمى أيضًا مرض الطعم حيال الثَوي أو مرض الطعم ضد المُضيف، متلازمة تتميز بحدوث التهاب في أعضاء مختلفة. يحدث مرض الطعم ضد الثوي عادة بعد زراعة نخاع العظم أو زراعة الخلايا الجذعية.
تتعرف خلايا الدم البيضاء القادمة من الجهاز المناعي للمتبرِع والتي تبقى داخل الأنسجة المتبرَع بها (الطعم) على خلايا الثوي (المضيف أو المتلقي) على أنها خلايا غريبة (غير ذاتية). وتهاجم هذه الخلايا البيضاء خلايا جسم المتلقي، ما يؤدي إلى مرض الطعم ضد الثوي. يجب التمييز بين هذه الحالة وحالة رفض الطعم، التي تحدث عندما يرفض الجهاز المناعي للمتلقي الطعم المزروع؛ يحدث مرض الطعم ضد الثوي عندما ترفض خلايا الدم البيضاء في الجهاز المناعي للمتبرِع خلايا المتلقي. أصل هاتين الحالتين واحد (المناعة الخيفية)، ولكن التفاصيل والمسار مختلفان. يمكن أن يحدث مرض الطعم ضد الثوي أيضًا بعد نقل الدم إذا كانت منتجات الدم المنقولة غير مشعَعة أو معالجة بنظام معتمد للحد من العوامل المُمْرضة.

## الأنواع
ينقسم مرض الطعم ضد الثوي في الإطار السريري إلى أشكال حادة ومزمنة، ويُصنف على أساس الأنسجة المتأثرة وشدة الاستجابة المناعية.
بالمعنى الكلاسيكي، يتميز مرض الطعم ضد الثوي الحاد بحدوث تلف انتقائي في الكبد والجلد (الطفح الجلدي) والغشاء المخاطي والجهاز الهضمي. تشير الأبحاث الحديثة إلى أن المرض يستهدف أيضًا الجهاز المناعي (الجهاز المكون للدم، كنخاع العظم والغدة الزعترية)، ويصيب الرئتين مسببًا التهاب رئوي متواسَط بالمناعة. تسمح الواسمات الحيوية بكشف أسباب محددة لمرض الطعم ضد الثوي، مثل البروتين إيلافين الموجود في الجلد. يهاجم مرض الطعم ضد الثوي المزمن أيضًا الأعضاء المذكورة أعلاه، ويمكن أن يسبب ضررًا في النسيج الضام والغدد خارجية الإفراز على المدى الطويل.
يمكن أن يؤدي تلف الغشاء المخاطي للمهبل إلى ألم شديد وتندب، وتظهر الإصابة في الشكلين الحاد والمزمن لمرض الطعم ضد الثوي. تعيق هذه الحالة ممارسة الجنس.

### الحاد
يحدث الشكل الحاد أو الصاعق للمرض خلال 10 وحتى 100 يوم بعد الزرع، وهو مشكلة كبيرة تواجه عمليات الزرع بسبب نسب المراضة والوفيات المرتبطة بها. يصاب نحو ثلث متلقي الزرع الخيفي وحتى النصف بمرض الطعم ضد الثوي الحاد. وهو أقل ظهورًا لدى المرضى الأصغر سنًا وحين تكون مستضدات الكريات البيض البشرية أكثر تقاربًا بين المتبرع والمتلقي.
تكون العلامات الأولى عادةً طفح جلدي وإحساس بالحرق واحمرار في جلد راحة اليد وباطن القدم. يمكن أن تنتشر هذه الأعراض على الجسم بأكمله. تشمل الأعراض الأخرى الغثيان والتقيؤ وتشنجات المعدة والإسهال (المائي وأحيانًا الدموي) وفقدان الشهية واليرقان وآلام البطن وفقدان الوزن.
تؤدي إصابة الجهاز الهضمي بمرض الطعم ضد الثوي الحاد إلى التهاب معوي حاد، وانسلاخ الغشاء المخاطي، والإسهال الشديد، وآلام البطن، والغثيان، والتقيؤ. تُشخص الحالة عادة عن طريق خزعة الأمعاء. تُقاس إصابة الكبد من خلال مستوى البيليروبين في مرضى الحالات الحادة. ينتج عن إصابة الجلد بمرض الطعم ضد الثوي طفح جلدي بقعي أحمر منتشر، وأحيانًا بنمط مزركش.
يُصنف مرض الطعم ضد الثوي الحاد على النحو التالي: الدرجة الإجمالية (الجلد والكبد والأمعاء) وتسجل قيمة من 1 إلى 4 لتقييم إصابة كل عضو على حدة. يكون المآل عند المرضى المصابين بمرض من الدرجة الرابعة سيئًا. إذا كان مرض الطعم ضد الثوي شديدًا تُستخدم الستيروئيدات وأدوية إضافية لتثبيط المناعة بشدة من أجل السيطرة على المرض، لكن التثبيط المناعي سيُعرض المريض إلى الإصابة بعدوى شديدة يمكن أن تسبب الموت. وجدت دراسة أجريت عام 2016 أن مآل المرضى المصابين بمرض الطعم ضد الثوي من الدرجة الرابعة تحسن في السنوات الأخيرة.

### المزمن
يبدأ الشكل المزمن لمرض الطعم ضد الثوي عادة بعد 90 إلى 600 يوم من عملية الزرع. يؤثر ظهور إصابة معتدلة إلى شديدة سلبًا على معدل البقاء على قيد الحياة على المدى الطويل.
يكون العَرَض الأول لمرض الطعم ضد الثوي المزمن طفح جلدي على راحة اليدين أو أخمص القدمين، ويمكن أن ينتشر الطفح الجلدي الذي يكون حاكًا وجافًا. قد تظهر الفقاعات الجلدية والتقشر في الحالات الشديدة، في مظهر يشبه حروق الشمس الشديدة. ويمكن أن تترافق الحالة بالحمى. تشمل الأعراض الأخرى ما يلي:
- نقص الشهية
- الإسهال
- تشنجات البطن
- فقدان الوزن
- اصفرار الجلد والعينين (اليرقان)
- تضخم الكبد
- انتفاخ البطن
- ألم في الجزء العلوي الأيمن من البطن
- زيادة مستويات إنزيمات الكبد في الدم (تظهر في اختبارات الدم)
- جلد مشدودة
- جفاف العينين وإحساس حارق فيهما
- جفاف أو تقرحات مؤلمة في الفم
- الإحساس بالحرق عند تناول الأطعمة الحمضية
- الالتهابات الجرثومية
- انسداد في الشعب الهوائية الصغيرة في الرئتين

في تجويف الفم، يظهر مرض الطعم ضد الثوي المزمن على شكل حزاز مسطح وتترافق الحالة بزيادة خطر الحؤول الخبيث إلى سرطان الخلايا الحرشفية الفموية مقارنة بالحزاز المسطح الفموي الكلاسيكي. قد يكون لسرطان الفم المرتبط بمرض الطعم ضد الثوي سلوك أكثر عدوانية ومآل أكثر سوءًا، عند مقارنته بسرطان الفم لدى مرضى زرع الخلايا الجذعية غير المكونة للدم.

## الأسباب
تُشخص الإصابة بمرض الطعم ضد الثوي عند وجود ثلاثة معايير، تدعى معايير بيلينغهام، وهي:
- إدخال طعم قادر مناعيًا، أي يحوي خلايا مناعية عيوشة ووظيفية.
- وجود اختلاف بين المتلقي والمتبرع من الناحية المناعية - غير متوافقين نسيجيًا.
- المتلقي مثبط مناعيًا وبالتالي لا يستطيع تدمير الخلايا المزروعة أو تعطيلها.

بعد زراعة نخاع العظم، تتعرف الخلايا التائية الموجودة في الطعم، التي تنتقل دون قصد أو عمدًا خلال الزرع، على الخلايا الغريبة عنها في أنسجة المتلقي وتهاجمها. وتنتج الخلايا التائية فائضًا من السيتوكينات، منها العامل المنخر للورم والإنترفيرون غاما. يمكن لمجموعة واسعة من مستضدات المضيف أن تحرض مرض الطعم ضد الثوي، من بينها مستضدات الكريات البيضاء البشرية. يحدث مرض الطعم ضد الثوي حتى عندما يكون المانح للطعم شقيقًا للمتلقي ومطابقًا له من ناحية مستضدات الكريات البيضاء البشرية. يحمل الأشقاء أو المتبرعون المتطابقون من ناحية مستضدات الكريات البيضاء البشرية بروتينات أخرى (تسمى مستضدات التوافق النسيجي الصغرى) يمكن أن تقدمها جزيئات معقد التوافق النسيجي الكبرى إلى الخلايا التائية للمتبرع، والتي تتعرف عليها على أنها مستضدات غريبة، وتتحرض بذلك الاستجابة المناعية.
المستضدات الأبرز المسؤولة عن فشل الطعم هي مستضدات الكريات البيضاء من النوع دي آر (خلال الأشهر الستة الأولى)، والنوع بي (في أول عامين)، والنوع إيه (البقاء على قيد الحياة على المدى الطويل).
نشاط الخلايا التائية المنقولة ضمن الطعم غير مرغوب به في سياق مرض الطعم ضد الثوي، إلا أنه ضروري لمنع الجهاز المناعي للمتلقي من رفض طعم نخاع العظم (أي منع حدوث مرض الثوي ضد الطعم). ونظرًا إلى أن زراعة نخاع العظم تستخدم كثيرًا في علاج السرطان، وخاصة سرطان الدم، فقد أثبتت الخلايا التائية المنقولة أن لها تأثيرًا مهمًا في مواجهة الخلايا الورمية. يسعى قدر كبير من الأبحاث الحالية التي تدرس زراعة نخاع العظم الخيفي إلى فصل التأثيرات غير المرغوب بها لنشاط الخلايا التائية للطعم والتي تسبب مرض الطعم ضد الثوي عن التأثيرات المفيدة المضادة للورم.

### مرض الطعم ضد الثوي المصاحب لنقل الدم
يحدث هذا النوع من مرض الطعم ضد الثوي بعد نقل منتجات الدم غير المشعَعة إلى متلقٍ لديه نقص مناعي. يمكن أن يحدث أيضًا في حالات يكون فيها المتبرع بالدم متماثل الزيجوت والمتلقي متغاير الزيجوت للنمط الفرداني لمستضدات الكريات البيضاء البشرية. وتترافق الحالة بارتفاع في معدل الوفيات (80-90%) بسبب مشاركة الأنسجة اللمفاوية لنخاع العظم، ولكن المظاهر السريرية تشبه مرض الطعم ضد الثوي الناتج عن زراعة نخاع العظم. مرض الطعم ضد الثوي المرتبط بنقل الدم نادر الحدوث في الطب الحديث. ويمكن الوقاية منه بالكامل تقريبًا عن طريق التشعيع المضبوط لمنتجات الدم بهدف تعطيل خلايا الدم البيضاء (ومن بينها الخلايا اللمفاوية) فيها.

### زرع الغدة التوتية
يُقال إن زرع الغدة التوتية قادر على إحداث نوع خاص من مرض الطعم ضد الثوي، لأن الخلايا التوتية للمتلقي، تستخدم خلايا الطعم كنماذج عند المرور بالانتقاء السلبي للتعرف على المستضدات الذاتية، وبالتالي قد تخطئ في التعامل مع بنى ذاتية في بقية الجسد وتعتبرها أجنبية. يصنف هذا كمرض غير مباشر، لأن خلايا الطعم نفسه ليست السبب المباشر، ولكنها تجعل الخلايا التائية للمتلقي تتصرف كما الخلايا التائية للمتبرع. قد ينظر إليه كمرض مناعي ذاتي متعدد الأعضاء في تجارب زرع الغدة التوتية بين الأنواع المختلفة. يعتبر مرض المناعة الذاتية من المضاعفات الشائعة بعد زرع الغدة التوتية الخيفي البشري؛ إذ يشاهد لدى 42% من الأشخاص بعد سنة واحدة من الزرع. ومع ذلك، يمكن تفسير ذلك جزئيًا بأن السبب الأساسي للزرع، أي متلازمة دي جورج الكاملة، يزيد من خطر الإصابة بأمراض المناعة الذاتية.

### المناعة الذاتية متعددة الأعضاء المرتبطة بورم الغدة التوتية
قد يحدث مرض شبيه بمرض الطعم ضد الثوي، يسمى المناعة الذاتية متعددة الأعضاء المرتبطة بورم الغدة التوتية، لدى المرضى الذين يعانون من ورم الغدة التوتية. لدى هؤلاء المرضى، لا يكون المتبرع مصدر للخلايا التائية المرضية، بل الغدة التوتية الخبيثة للمريض، التي تنتج خلايا تائية ذاتية التوجيه. يعزى السبب إلى أن الغدة التوتية الخبيثة غير قادرة على تدريب الخلايا التوتية النامية على التخلص من الخلايا التائية ذاتية التفاعل، والنتيجة مرض لا يمكن تمييزه عمليًا عن مرض الطعم ضد الثوي.

## الآلية
تتكون الفسيولوجيا المرضية لمرض الطعم ضد الثوي من ثلاثة أطوار:
1. الطور الوارد: يتضمن تنشيط الخلايا المقدمة للمستضد.
2. الطور الصادر: يتضمن عملية تنشيط الخلايا المستجيبة وتضاعفها وتمايزها وهجرتها.
3. طور الاستجابة: يتضمن تدمير الأنسجة المستهدفة.

يحدث تنشيط الخلايا المقدمة للمستضد في المرحلة الأولى من مرض الطعم ضد الثوي. قبل زرع الخلايا الجذعية المكونة للدم، يسبب العلاج الإشعاعي أو الكيميائي ضرر بعض الأنسجة المضيفة وتنشيطها، وخصوصًا الغشاء المخاطي للأمعاء. يسمح ذلك للمنتجات الميكروبية بالدخول وتحفيز السيتوكينات المحرضة للالتهاب، كالإنترلوكين- 1 وعامل النخر الورمي ألفا. تزيد هذه السيتوكينات التعبير عن معقد التوافق النسيجي الكبير وجزيئات الالتصاق على الخلايا المقدمة للمستضد، وبالتالي تزيد من قدرتها على تقديم المستضد. تتميز المرحلة الثانية بتنشيط الخلايا المستجيبة، ويؤدي تنشيط خلايا المتبرع التائية إلى تعزيز التعبير عن معقد التوافق النسيجي الكبير وجزيئات الالتصاق والكيموكينات وانتشار الخلايا التائية الحاملة لكتلة التمايز 8 وكتلة التمايز 4 والخلايا البائية الزائرة. في المرحلة النهائية، تهاجر هذه الخلايا المستجيبة إلى الأعضاء المستهدفة، وتساهم في تلف الأنسجة، ما يؤدي إلى فشل متعدد الأعضاء.

## الوقاية
- يسمح تنميط الأنسجة المعتمد على الحمض النووي الريبوزي منقوص الأكسجين بمطابقة أكثر دقة لمستضدات الكريات البيضاء البشرية بين المتبرعين والمتلقين. كذلك، أبدت هذه الطريقة فعاليتها في تقليل احتمال حدوث مرض الطعم ضد الثوي وتخفيف شدته وزيادة معدل البقاء على المدى الطويل.[26]
- تكون الخلايا التائية لدم الحبل السري غير ناضجة مناعيًا بشكل متأصل، ولهذا يقلل استخدام الخلايا الجذعية لهذه الخلايا، في عمليات الزرع من متبرعين غير أقرباء، من معدل حدوث مرض الطعم ضد الثوي وشدته.
- تتضمن الأدوية الشائعة المستخدمة في الوقاية من مرض الطعم ضد الثوي ما يلي: الميثوتريكسات والسيكلوسبورين والتاكروليموس. ما يزال الأمر يحتاج إلى المزيد من البحث، لتقييم ما إذا كان استخدام الخلايا السدوية المتوسطية ممكنًا للوقاية من المرض.[27]
- يمكن تجنب مرض الطعم ضد الثوي إلى حد كبير بإجراء زرع نقي عظم خالي من الخلايا التائية. ومع ذلك، تترافق هذه الأنواع من عمليات الزرع بانخفاض تأثير الطعم مقابل الورم وزيادة احتمال فشل الزرع أو النكس السرطاني ونقص المناعة العام، ما يجعل المريض أكثر عرضة للعدوى الفيروسية والبكتيرية والفطرية. في دراسة متعددة المراكز، لم يكن البقاء على قيد الحياة بدون مرض على مدى 3 سنوات مختلفًا بين عمليات زرع النقي الخالي من الخلايا التائية والغني بها.[28]

## العلاج
تعتبر القشرانيات السكرية المعطاة عبر الوريد، كالبريدنيزون، من معايير الرعاية في المرض الحاد والمزمن. تستخدم هذه المركبات لقمع الهجوم المناعي بوساطة الخلايا التائية على أنسجة المضيف؛ ومع ذلك، في الجرعات العالية، يؤدي كبت المناعة إلى زيادة خطر الإصابة بالعدوى ونكس السرطان. لذلك، يستحسن تخفيض الجرعات العالية بعد الزرع إلى مستويات أقل، وصولًا للنقطة التي يحتمل عندها تطور مرض خفيف الشدة، خاصةً لدى المرضى المختلفين في مجموعات مستضدات الكريات البيضاء البشرية، إذ يرتبط ذلك عادةً بتأثير الطعم مقابل الورم. يصنف السيكلوسبورين والتاكروليموس ضمن مثبطات الكالسينيورين. يختلف هذان المركبان هيكليًا، ولكنهما يملكان نفس آلية العمل. يرتبط السيكلوسبورين بالبروتين العصاري الخلوي الإيزوميراز سيس-ترانس بيبتيديل-بروليل أ (المعروف باسم السيكلوفيلين)، بينما يرتبط التاكروليموس بالبروتين العصاري الخلوي الإيزوميراز سيس-ترانس بيبتيديل- بروليل إف كيه بي بي 12. تثبط هذه المعقدات الكالسينورين، وتمنع نزع فسفرة عامل نسخ الخلايا التائية المنشطة، أو العامل النووي للخلايا التائية المنشطة، وانتقاله إلى النواة. يتضمن العلاج الوقائي القياسي استخدام السيكلوسبورين لمدة ستة أشهر مع الميثوتريكسات. يجب الحفاظ على مستويات السيكلوسبورين فوق 200 نانوغرام/ مل. درست مركبات أخرى في سياق علاج مرض الطعم ضد الثوي، ومنها: السيروليموس والبنتوستاتين والإتانيرسيبت والأليمتوزوماب.
في أغسطس 2017، وافقت إدارة الغذاء والدواء الأمريكية على الإبروتينيب، لعلاج مرض الطعم ضد الثوي المزمن بعد فشل واحد أو أكثر من العلاجات الجهازية الأخرى.

## الأبحاث السريرية
يوجد عدد كبير من التجارب السريرية الجارية أو المكتملة حديثًا في مجال علاج مرض الطعم ضد الثوي والوقاية منه.
في 17 مايو 2012، أعلنت شركة أوزوريس ثيرابيوتيكس أن المنظمين الصحيين في كندا وافقوا على استخدام دواء بروشيمال، وهو دواء خاص بمرض الطعم الحاد ضد الثوي لدى الأطفال الذين لم يستجيبوا على العلاج بالستيرويدات. يعتبر البروشيمال أول علاج معتمد لمرض جهازي من العلاجات التي تستخدم الخلايا الجذعية. 
في يناير 2016، أعلنت ميزوبلاست عن نتائج المرحلة الثانية من التجربة السريرية، التي ضمت 241 طفل يعاني من مرض الطعم الحاد ضد الثوي غير المستجيب للستيرويدات. كانت التجربة حول علاج يستخدم الخلايا الجذعية السدوية المتوسطية معروف باسم ريميستيمسيل- إل أو إم إس سي- 100- 4. بلغ معدل البقاء 82% (مقابل 39% في مجموعة المقارنة) لدى من أظهر بعض التحسن بعد شهر واحد من العلاج، بينما بلغ على المدى الطويل 72% (مقابل 18% في مجموعة المقارنة) لدى من أظهر تحسن ضئيل بعد شهر واحد من العلاج.

## القضاء على فيروس نقص المناعة البشرية
ساهم مرض الطعم ضد الثوي في القضاء على العديد من حالات الإصابة بفيروس نقص المناعة البشرية، كمريض برلين و 6 حالات أخرى في إسبانيا.